# Glacier de la Grande Casse
Le glacier de la Grande Casse est un glacier français du massif de la Vanoise (Alpes). Il est situé sur la face ouest de la Grande Casse (3 855 m). Dans sa partie terminale, le glacier est bordé par une volumineuse moraine qui forme un barrage naturel bloquant les eaux de ruissellement et à l'origine du lac Long.

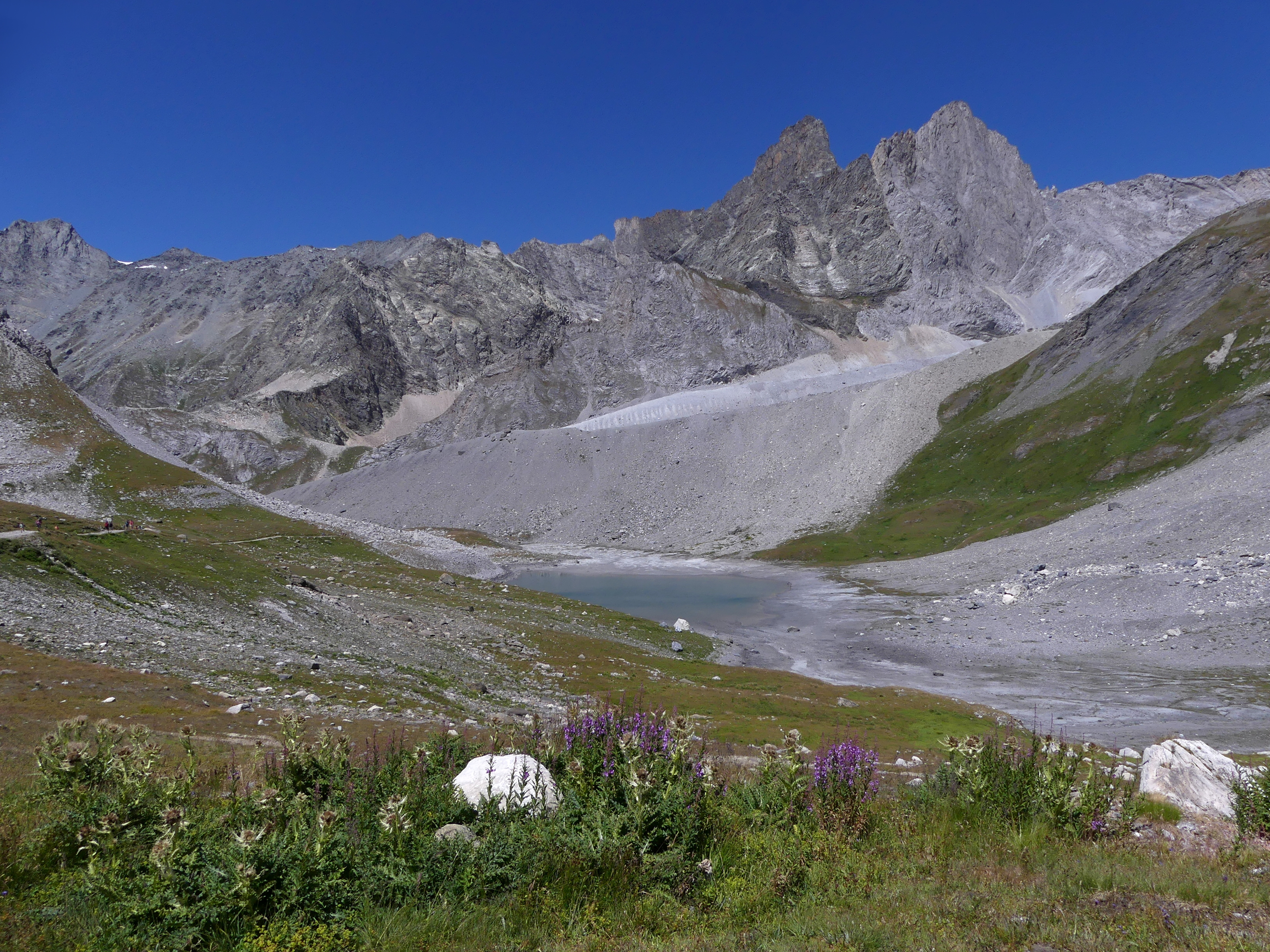
Le glacier de la Grande Casse et à ses pieds le lac Long dominés par les pointes de la Grande et de la Petite Glière.